# Ma Xiaoxu
Ma Xiaoxu (chinesisch 马晓旭, Pinyin Mǎ Xiǎoxù; * 5. Juni 1988) ist eine chinesische Fußballspielerin. Die Stürmerin spielte in der Saison 2007 für den schwedischen Spitzenverein Umeå IK, der in der Saison Meister der Damallsvenskan wurde. Sie wird von den Medien häufig mit Sun Wen und Wayne Rooney verglichen.

## Werdegang
Ma Xiaoxu beginnt erst im Alter von elf Jahren ihre Fußballkarriere bei Dalian Shide. 2003 debütierte sie in der Juniorenauswahl und zwei Jahre später steht sie erstmals in der chinesischen A-Nationalmannschaft. 
Das Jahr 2006 brachte Ma den internationalen Durchbruch. Im April gewann sie die U-19-Asienmeisterschaft und wurde mit zehn Toren Torschützenkönigin. Eines der zehn Turniertreffer war das 1:0-Siegtor im Finale gegen Nordkorea. Es folgte die Asienmeisterschaft, bei der Ma wieder Torschützenkönigin mit fünf Toren und zur besten Spielerin des Turniers gewählt wurde. Dieser Doppeltriumph konnte sie bei der U-20-Fußball-Weltmeisterschaft der Frauen 2006 in Russland wiederholen. 
Ende 2006 wurde Ma zur Fußballerin des Jahres Asiens gewählt. Darüber hinaus wurde sie als Asiens Jugendfußballerin des Jahres ausgezeichnet. Im Februar 2007 unterzeichnete sie einen Vertrag beim schwedischen Verein Umeå IK. Sie ist die erste chinesische Fußballerin in der schwedischen Liga.
Sie gehörte zum Kader für die  WM 2007 in ihrer Heimat und kam in den vier Spielen zum Einsatz, konnte aber kein Tor erzielen. Nach der WM zog sie sich bei einem Spiel gegen Neuseeland eine Knieverletzung zu, von der sie sich erst einen Monat vor den ebenfalls in ihrer Heimat stattgefundenen Olympischen Spielen erholt hatte. An diesen konnte sie dann aber aufgrund eines Kreuzbandrisses nicht teilnehmen, den sie wenige Tage vor den Spielen erlitt.
2010 gehörte sie dann zum Kader für die Fußball-Ostasienmeisterschaft der Frauen, bei der China den zweiten Platz belegte und Ma in drei Spielen ein Tor erzielte. Drei Jahre später kam sie nur zu einem Kurzeinsatz beim 0:2 gegen Japan.
In der am 7. Januar 2011 veröffentlichten FIFA-Liste der Spielerinnen mit mindestens 100 Länderspielen wurde sie mit 98 Spielen geführt. Danach kamen noch mindestens 29 Spiele hinzu, wobei nicht für alle Freundschaftsspiele der Chinesinnen Aufstellungen vorliegen.
Bei der Asienmeisterschaft 2014 erzielte sie im zweiten Gruppenspiel beim 3:0 gegen Myanmar zwei Minuten nach ihrer Einwechslung das Tor zum zwischenzeitlichen 2:0. Im Halbfinale gegen Japan wurde sie erst in der Verlängerung eingewechselt. Sie konnte das Spiel aber nicht für die Chinesinnen entscheiden – im Gegenteil: den Japanerinnen gelang in der Nachspielzeit der Siegtreffer zum 2:1. Bereits mit dem Halbfinaleinzug hatten sich die Chinesinnen aber für die WM in Kanada qualifiziert.
Ma gehörte dann aber weder zum Kader für die WM 2015 noch die Ostasienmeisterschaft 2015. Unter dem neuen Nationaltrainer Bruno Bini kam sie aber im Dezember zu zwei Einsätzen gegen Italien und beim Abschiedsspiel von Abby Wambach, das China mit 1:0 gewann. Beim Vier-Nationen-Turnier 2016 kam sie zumindest im Spiel gegen Südkorea zum Einsatz, wobei sie das erste Tor zum 2:0-Sieg erzielte. (Für die Spiele gegen Mexiko und Vietnam liegen keine Aufstellungen vor.) Sie stand dann auch im Kader beim Qualifikationsturnier des AFC für die Olympischen Spiele 2016, bei dem sich China für die Spiele qualifizierte. Sie erzielte dabei beim 1:1 im letzten Spiel – als die Qualifikation bereits feststand – gegen die ebenfalls bereits qualifizierten Australierinnen den 1:0-Führungstreffer.

## Erfolge
- Torschützenkönigin des Asienmeisterschaft 2006
- Torschützenkönigin der U-20-Fußball-Weltmeisterschaft der Frauen 2006
- Torschützenkönigin der U-19-Fußball-Asienmeisterschaft der Frauen 2006
- „Beste Spielerin des Turniers“ des Fußball-Asienmeisterschaft der Frauen 2006
- „Beste Spielerin des Turniers“ bei der U-20-Fußball-Weltmeisterschaft der Frauen 2006
- Asiens Fußballerin des Jahres 2006
- Asiens Jugendfußballerin des Jahres 2006